# Matfors IF
Matfors IF är en svensk idrottsförening från Matfors i Sundsvalls kommun. Den grundades år 1901 under namnet Thule skidklubb. 1916 bytte den namn till Matfors IF. Klubben är verksam inom fotboll (dam och herr), skidor och tennis. Klubbens smeknamn är Brukets Blå.

## Om klubben
Damfotbollslaget spelade fyra säsonger i Sveriges högsta division under perioden 1978–1981. 2019 spelar damlaget i division 3 Medelpad och truppen består till största delen av egna produkter.
Herrlaget spelade under säsongerna 2020-2023 i division 3 Mellersta Norrland med en tredjeplats som bästa resultat.   
Sedan 2024 huserar man numera i Div4 Medelpad, där man den gångna säsongen slutade på en fjärde plats.  
Förutom A-laget i division 3 har föreningen även ett U-lag i division 5 Medelpad. Utöver detta finns en stor ungdomsverksamhet och sedan 1996 anordnar klubben varje år ungdomscupen Lilla-VM. Klubben har även fostrat allsvenska spelare så som Anders Spjut och Magnus "Fimpen" Svensson. Bägge har representerat GIF Sundsvall i Allsvenskan under många år.  
Största rivalen är Lucksta IF och derbyt mellan byarna kallas för El Fantástico som ofta spelas inför ett fullsatt Thulevallen. Supporterklubben heter Blue Army och bildades 2004. Klubbens fotbollssektion är ansluten till Medelpads Fotbollförbund.

## Silverbollen - Årets bästa manliga fotbollsspelare i föreningen
Tidigare vinnare
- 2021 - Sebastian Koivisto Persson

- 2020 - Robin Bergman
- 2019 - Jimmy Holmgren
- 2018 - Andreas Eriksson
- 2017 - Jonas Richnau Ersson
- 2016 - Fredrik Broman

## Thulevallen
Matfors IF:s hemmaarena heter Thulevallen och ligger intill älven Ljungan som rinner genom bruksorten Matfors. Anläggningen består av tre fullstora gräsplaner samt en fullstor grusplan. Förutom planerna finns två omklädningsrum i anslutning till planerna samt en tennisanläggning.